# Henry Purcell
Henry Purcell [ˈhɛnɹɪ ˈpɜːsl̩] (n. 10 septembrie 1659, Westminster⁠(d), Commonwealthul Angliei – d. 21 noiembrie 1695, Westminster⁠(d), Regatul Angliei) a fost un compozitor englez   de muzică barocă.
Se cunosc puține lucruri despre originile compozitorului britanic Henry Purcell, dar se știe că în copilărie a făcut parte din corul Capelei Regale și că probabil a studiat cu Pelham Humfrey (1647 - 1674) și cu John Blow (1649 - 1708). Prima sa compoziție cunoscută a fost scrisă la vârsta de opt ani. După ce i s-a schimbat vocea, s-a ocupat de repararea instrumentelor regale și a acordat orga de la  Westminster Abbey. A devenit organistul acesteia în 1679 și al Capelei Regale în 1682.
A compus numeroase genuri de muzică. Una dintre cele mai importante opere ale sale, Dido și Aeneas (1689), a fost urmată de semioperele Arthur (Regele Arthur, 1691), The Fairy Queen (Regina Zână, 1692) și The Indian Queen (Regina indiană, 1695).  A mai compus muzică de ocazie, aproximativ 250 de cântece, 12 fantezii pentru grup de viole, imnuri și piese pentru slujbe.
A compus imnul „Funeraliile reginei Maria” (Music for the Funeral of Queen Mary), care a fost folosită în coloana sonoră a filmului Portocala mecanică.
După William Byrd, este considerat cel mai mare compozitor din muzica britanică anterioară secolului XX.